# Lympne
Lympne – wieś w Anglii, w hrabstwie Kent, w dystrykcie Folkestone and Hythe. Leży 42 km na południowy wschód od miasta Maidstone i 94 km na południowy wschód od centrum Londynu. W 2001 miejscowość liczyła 1516 mieszkańców.